# TEDi
A Tedi (estilizado como TEDi, anteriormente T€Di como abreviatura de Top Euro Discount) é um retalhista alemão de produtos não alimentares com mais de 3.200 lojas na Alemanha, Áustria, Bélgica, Bulgária, Chéquia, Croácia, Eslovénia, Eslováquia, Espanha, França, Hungria, Itália, Polónia, Portugal e Roménia. A empresa oferece produtos de diversas categorias: drogaria e cosméticos, produtos para animais, artesanato e bricolage, lazer e exterior, casa e decoração, material escolar e de escritório, acessórios para presentes e festas, brinquedos e muito mais. A Tedi foi fundada pelo Grupo Tengelmann com o objetivo de oferecer o conceito de lojas de um dólar na Alemanha. A empresa foi fundada como uma ramificação da filial têxtil da Tengelmann, a KiK. A Tengelmann detinha 30% das acções como acionista minoritário até 30 de abril de 2021.

## História
A Tedi abriu a sua primeira loja em Hagen, na Renânia do Norte-Vestfália, em agosto de 2003. A 25 de setembro de 2004, a TEDi GmbH & Co. KG foi inscrita no registo comercial alemão. A 500.ª loja foi aberta em maio de 2007 e a 1000.ª loja foi aberta em Moordorf, na Baixa Saxónia, em maio de 2010.
Em maio de 2011, a empresa iniciou a sua expansão internacional pela Europa com a sua primeira loja fora da Alemanha, em Graz, na Áustria. Em junho de 2012 chegaram à Eslovénia, em 2013 à Eslováquia, mais tarde, em 2015, abriram a sua primeira loja em Espanha, em 2017 na Croácia, em 2018 na Polónia e em Itália, em 2022 na Roménia e em Portugal e em 2023 na Bulgária, França e Bélgica.

## Em Portugal
A 25 de novembro de 2022, foi inaugurada a primeira loja TEDi em Portugal, mais precisamente em Guimarães, no Retail Park de Silvares, com uma área de venda de aproximadamente 800 metros quadrados. Atualmente, a empresa está presente nomeadamente no norte do país, na região de Lisboa e Vale do Tejo, no Algarve e no Distrito de Castelo Branco.